# Julie Carmen
Julie Carmen (ur. 4 kwietnia 1954) – amerykańska aktorka filmowa.
W 1990 roku była nominowana do nagrody Saturn w kategorii najlepsza aktorka za film Postrach nocy 2 (1988).

## Filmografia
- 1979: Can You Hear the Laughter? The Story of Freddie Prinze
- 1980: Noc szaleńca (Night of the Juggler)
- 1980: Gloria (Gloria)
- 1981: Three Hundred Miles for Stephanie
- 1981: Dziewczyny w mundurach (She’s in the Army Now)
- 1981: Fire on the Mountain
- 1986: Smutne miasto (Blue City)
- 1988: Fasolowa wojna (The Milagro Beanfield War)
- 1988: Postrach nocy 2 (Fright night part II)
- 1989: Obraz w czerni (Paint It Black)
- 1989: Manhunt: Polowanie na Nocnego Łowcę (Manhunt: Search for the Night Stalker)
- 1989: Imperium hazardu (The Neon Empire)
- 1991: Śmiertelny pocałunek (Kiss Me a Killer)
- 1991: Szukając drogi do domu (Finding the Way Home)
- 1991: Zimne niebiosa (Cold Heaven)
- 1992: Wojny narkotykowe (Drug Wars: The Cocaine Cartel)
- 1994: W paszczy szaleństwa (In the Mouth of Madness)
- 1994: Uwiedziona przez zło (Seduced by Evil)
- 1997: Prawdziwe kobiety (True Women)
- 1998: Gargantua
- 2000: Spisane na straty (The Expendables)
- 2007: Brudna forsa (Illegal Tender)
- 2009: Falling Awake
- 2009: The Butcher
- 2014: Last Weekend
- 2014: Stranded